# Магнит (музыкант)
Эвен Йохансен (англ. Even Johansen; 7 июня 1970), более известный под псевдонимом «Магнит» (англ. Magnet) — норвежский певец, поэт, композитор и музыкальный продюсер, который на сегодняшний день записал пять полноформатных музыкальных альбомов, а также несколько синглов и EP.

## Биография

### Группа «Отчаянные парни»
Эвен Йохансен родился 7 июня 1970 года в городе Берген, Норвегия. Воспитывался в музыкальной семье: его старшие братья играли в разных музыкальных коллективах, а отец, будучи известным банкиром Бергена, выступал в качестве джазового музыканта, играя на тромпете в танцевальной группе 60-х и 70-х годов под названием «Kontiki». Когда Эвену исполнилось 14, а его родители развелись, он страстно увлекся игрой на гитаре, что очень пагубно сказалось на его учёбе. Однако в 1989 году, благодаря своему новому увлечению, вместе с группой «Veuve Clicquot Ponsardin» молодой артист одерживает победу в ежегодном Бергенском музыкальном конкурсе «Kronstadfestivalen», после чего, в январе 1991 года, как гитарист, присоединяется к коллективу «Отчаянные парни» (Unge Frustrerte Menn, сокр.: UFM) с которыми на студии «Sigma Studio» записывает свой первый миньон «Змеи и улитки» (Slanger og Snegler).

### Группа «Шоколадная передозировка»
Уже в марте автор песен и продюсер «Отчаянных парней» Гейр Луэди (Geir Luedy) формирует их в новый коллектив с названием «Шоколадная передозировка» (Chocolate Overdose), в состав которого вошёл Йохансен, клавишник Pол Андерсен (Paal Andersen), барабанщик Фрод Уннеланд (Frode Unneland) и басист Бьорн Ивар Тиссэ (Bjørn Ivar Tysse). За три месяца до выхода своего первого полноценного альбома в 1992, коллектив принял участие в Фестивале Гластонбери, на котором была очень кстати замечен главным менеджером американского рок-проекта «Green On Red» Мартином Эльбрюном (Martin Elbourne), которому пришлись по нраву демоверсии «Шоколадной передозировки». Вместе с Оле Петером Дроном (Ole Petter Drønen) (действующим менеджером группы), Мартин организовывает запись альбома, чтобы играть перед 15.000 зрителей на британском фестивале. Критики английского музыкального журнала «NME» были поражены Бергенцами и выпустили двойной компакт-диск группы, назвав песни «Передозировки» самой жгучей клубной альтернативной музыкой, которая звучала на их сцене, наряду с творениями групп «The Orb», «Senser» и «Blur».
При помощи своего дебютного альбома «Все любят шоколад» (Everybody Likes Chocolate), коллектив получил большой успех у себя дома. Благодаря ранее неизвестному стилю «Передозировки» и других молодых норвежских звезд «Barbie Bones» и «Pogo Pops», появляется новый термин: «Бергенская волна». Журналисты из редакции главного канала норвежской радиовещательной корпорации (NRK1) отправляются в Берген и делают документальный фильм об этом новоиспеченном явлении, который в результате был отправлен на музыкальный фестиваль в Каннах.
Хотя продажи альбома были неутешительными, (Около 5.000 дисков), однако «Шоколадная передозировка» была неизменно горячей новостью в прессе. Луэди помог стать Йохансену профессиональным музыкантом и в 1993, после дебюта на студии «Sigma Studio», группа, уже квинтетом, отправляется в датскую студию «Puk Recording Studios» — одну из лучших студий звукозаписи в Европе. В результате группа записывает новый альбом «Sugar Baby», а её новым продюсером становится Майкл Илберт (Michael Ilbert), ранее работавший с такими группами, как «Union Carbide Productions», «Sator» и экс-солистом «Thin Lizzy» Саймоном Винстоком (Simon Vinestock). Через несколько месяцев после релиза альбома, в эфире в первый за историю существования «Передозировки» в эфире звучат их песни «Под этим одеялом» (Under This Blanket), «Это семя» (This Seed) и «Зажжем сейчас же», грамотно распределенные по радиоволнам. Став любимчиками музыкальных критиков, «Chocolate Overdose» были полны ожиданий, но ни оригинальность, ни наличие крупного лейбла и дорогого продюсера не могли обеспечить успех при отсутствии конкретных материальных результатов. В то время, как коллеги группы по жанру Барби Бонс и Пого Попс получают премии на «Spellemann-pris», где первая была признана гением, а второй имел несколько почетных мест в норвежских чартах, «Шоколадная передозировка» не испытывала на себе такого влияния. Проект нуждался в паузе на пересмотр приоритетов. В 1994 году интерес «Warner music» к Бергенской волне поп-рока стремительно падает и артист принимает решение покинуть группу.

### Группа «Либидо»
Так Эвен становится полноправной поп-рок звездой в перспективной группе «Chocolate Overdose», ставшей проектом-прародительницей Бергенского рока, как жанра в целом. Но Йохансен не хотел стоять на месте, пока продюсеры решают, что же делать дальше, и уже в 1996 году переезжает в Лондон, чтобы стать солистом и автором песен в восходящей на звездный небосклон рок-группой «Libido». Вместе с ним в группе были также басист Като Айкланд (Cato Eikeland) — экс-участник «Butterfly Garden» и Йорген Лэндхуг (Jørgen Landhaug) — барабанщик «UFM». Некоторое время команда работала в студии «Dokken Lyd», где Эвен был также и звукорежиссёром. Названием группы музыканты выбрали заголовок одного из эпизодов немецкого уголовного сериала «Инспектор Деррик». В Лондоне они жили впроголодь, выступая буквально за хлеб и воду, пока он не стали появляться в прессе. Предварительно записав половину альбома, «Либидо» подписывают контракт с британским лейблом «Fire». Новый бергенский брит-поп имел много внимания в британской прессе, а журналисты «NME», в частности, были одними из самых ярых поклонников группы. После нескольких синглов («Blow», «Supersonic Daydream» и «Overthrown»), запущенных на радио BBC, и концертного тура по Англии и США, в 1998 «Либидо» выпускает свой первый альбом под названием «Убийство какого-то мертвого времени» (Killing Some Dead Time).
Коллектив получил хорошие отзывы и много внимания. Но из-за неоднозначного отношения аудитории к альбому рецензентов в некоторых частях мира и финансового разлада с лейблом звукозаписи Эвен забрал свою долю гонорара и ушёл из группы. Это произошло и по той причине, что в этом же году он женился на шотландке по имени Бэкки, родившую ему девочку (Францесска). В 1999 году семья из трех человек переехала в шотландскую деревеньку Дамфрис, что находится в несколько миль за пределами города Глазго (Великобритания). Вместе с жизненными переменами претерпел изменения и музыкальный стиль Эвена.

### Сольная карьера
Во время работы с группой «Libido» музыкант написал песню, которая по стилистике звучания не подходила коллективу. К весне 2001 года Йохансен объединил такие песни в единый альбом, получивший название «Тихий и все же» «Quiet & Still», который он выпустил под псевдонимом «Магнит» (Magnet; везде, кроме США). Запись альбома проходила в домашней студии, в Бергене, а вся музыка была сыграна исключительно одним Магнитом. Единственным элементом альбома от внешнего мира был кавер на песню «Танцы в лунном свете» (Dancing In The Moonlight), оригинал которой принадлежит классической ирландской рок-группе «Thin Lizzy». Альбом удачно дополнил репертуар бергенской компании звукозаписи «Rec90», которая издает в 2000 компакт-диск, получающий хоть и неравномерные, но очень положительные отзывы критиков. Кроме того, в честь своего десятилетия «Rec90» организовывает концертное турне всех своих ранее спродюсированных артистов по Норвегии. Кроме Магнита, в нём участвуют группы «Sister Sonny» и «Poor Rich Ones». Через два года, когда у Эвена рождается сын Тобиас, он подписывает контракт с британским лейблом «Ultimate Dilemma», которая организует распространение новых миньонов «Там, где живёт счастье» (Where Happiness Lives) и «Погоня за мечтой» (Chasing Dreams). В Норвегии, диски были распространены компанией «Warner».
Второй альбом 2003 года «В твоем краю» (On Your Side), часть которого была записана в шотландском городе Локерби, а другая часть в Дамфрисе, в домашних условиях, был также выпущен под псевдонимом и получил высокую оценку критиков. Лишь за полгода в Норвегии было продано свыше 20 000 дисков. В этом же году Магнит отправляется в гастрольное турне со своим альбомом и полюбляется всем меломанам от родной Норвегии до далекой Австралии. Британский музыкальный журнал NME провозгласил Магнита «Одним из наиболее значимых новых композиторов» («en av de viktigste nye artistene»). В создании альбома поучаствовал музыкант и продюсер Йорген Трайен (Jørgen Træen). Кроме того свой вклад внесли Тарей Стрем (Tarjei Strøm) и Дэвид Аашейм (David Aasheim). Все трое поддерживали Магнита в его концертном туре до самого конца. В летнем турне по Великобритании Магнит выступал на разогреве у популярной британской группы «Doves». На концертах прозвучали разные песни: с дебютного альбома, с мини-альбома «Chasing Dreams», а также записанные с группой и Стивом Осборном (продюсер таких групп, как Suede, U2). В ноябре Магнит выступает на разогреве группы «Beautiful South». «On Your Side» знаменателен ещё и тем, что в него вошёл крайне хитовый кавер на классическую «Lay Lady Lay» Боба Дилана, впоследствии ставший синглом и получивший лестные отзывы со стороны прессы. С турне Магнит вернулся в Берген перед Рождеством 2003 года и принес вместе с альбомом домой целый ряд первых мест во всевозможных чартах, включая престижный альбомный чарт «VG Lista Topp40», где «On Your Side» продержался все лето. За альбом артист также получил премии «Alarm-prisen» за лучший поп-диск (Årets Pop-plate) и «Spellemann-prisen», в номинации «Лучший поп-солист» (Årets Mannlige Popsolist).

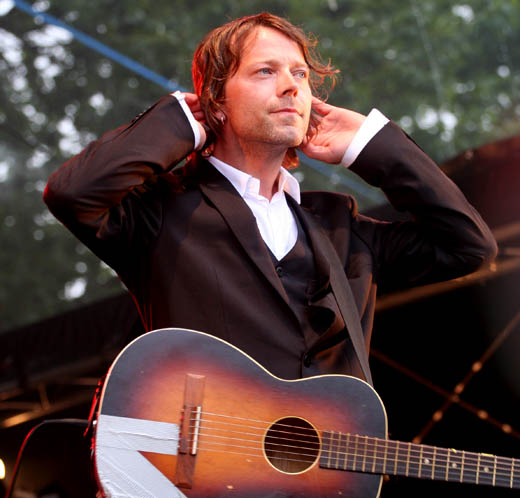
Magnet на «Skral Festival» в Гримстеде, Норвегии, 2007

Третий альбом «The Tourniquet», записанный в мае 2005 в Лос-Анджелесе был встречен несколько хуже. В этом году музыкант также поучаствовал в записи саундтрека к фильму «Мистер и миссис Смит». Его песни служили саундтреками таких сериалов, как «Одинокие сердца» и «Клиент всегда мёртв». В 2006 четыре песни музыканта прозвучали в игре «Dreamfall: The Longest Journey». Четвёртый альбом выпущен в 2007 году под названием «The Simple Life». Именно за эту работу 2 февраля в Осло Магнит был награждён званием «Лучший артист года» по версии ежегодного норвежского фестиваля «Spellemannprisen». Оставшись довольным успехом альбома «On Your Side», Йохансен решает вернуться в Норвегию, чтобы остепениться, и покупает заброшенную ферму в городе Аской вдали от Бергена.

#### Смерть матери и творческий перерыв
Пока артист жил за границей, у его матери появились проблемы с алкоголем.
«Эта чертовщина началась, когда мне было двадцать лет. Прошло много лет прежде, чем я понял, насколько это было серьёзно».
Осенью 2008 года мать была задержана за вождение в нетрезвом состоянии после того, как ей отказались продать пиво в мини-маркете, где она уже была постояльцем. Содержание алкоголя в крови равнялось 2,9 гр/литр. Во время недельной госпитализации ей сказали, что второй такой случай её убьет. Отменив все концерты и поставив карьеру на паузу, Эвен взял её к себе домой. Пять месяцев она жила с Йохансенами на их ферме. Однажды Магниту было согласился дать концерт в Нидаросском соборе города Тронхейм. Концерт состоялся в среду, 25 февраля 2009. Жена Бэкки также присоединилась к Эвену, заведомо оговорив ситуацию с его матерью, чтобы та побыла дома с детьми несколько дней. Когда пара вернулась домой, мать Эвена была уже мертва. Ей было 64 года. Артист вспоминает:
«Она купила огромное количество алкоголя, заперлась в квартире и пила до остановки сердца. Конечно же я виню себя за то, что оставил её. Но я не смог бы сделать больше для своей матери, разве что только крепко её связать. Однако, я не сторонник тотального контроля…» 

#### Возвращение на сцену
В декабре 2011 года Магнит выпустил свой пятый альбом под названием «Ferrofluid», в поддержку которого в 2012 году отправился в первое за долгое время концертное турне.

## Дискография

### Альбомы
- Quiet & Still
  - October 10, 2000 — Norway
  - May 15, 2001 — US (под настоящим именем в США)
- On Your Side
  - June 23, 2003 — Norway
  - July 7, 2003 — UK
  - September 28, 2004 — US
- The Tourniquet
  - May 30, 2005 — Norway
  - August 22, 2005 — UK
  - February 14, 2006 — US
- The Simple Life
  - March 26, 2007 — Norway
  - September 18, 2007 — US
  - March 24, 2008 — UK
- Ferrofluid
  - March 26, 2011 — Норвегия

### Синглы/EP
- Where Happiness Lives EP (June 3, 2002) (CD, 10")
  1. «Where Happiness Lives»
  2. «I’ll Come Along»
  3. «Heaviest Heart»
  4. «Nothing Hurts Now»
- Chasing Dreams EP (September 23, 2002) (CD, 10")
  1. «Chasing Dreams»
  2. «Little Miss More or Less»
  3. «Home Song»
  4. «I’ll Come Along» (Psychonauts Remix)
- The Day We Left Town EP (April 21, 2003) (CD)
  1. «The Day We Left Town»
  2. «Clean Slate»
  3. «Dead Happy»
  4. «The Big Black Moon»
- «Last Day of Summer» single (November 24, 2003) (12")
  1. «Last Day of Summer»
  2. «Last Day of Summer» (Tom Middleton Cosmos Vox Remix)
  3. «Last Day of Summer» (Tom Middleton Cosmos Deep Dub)
- «Lay Lady Lay» single (March 22, 2004)
  - CD:

  1. «Lay Lady Lay» (with Джемма Хейз) (Radio Edit)
  2. «Wish Me Well»
  3. «Last Day of Summer» (Tom Middleton Cosmos Vox Remix)
  4. «Lay Lady Lay» (enhanced video)

  - 7" vinyl:

  1. «Lay Lady Lay» (with Джемма Хейз)
  2. «Clean Slate» (The Bees Remix Edit)
- Minus EP (November 29, 2004) (только Норвегия)
  1. «Let It Snow»
  2. «Clean Slate»
  3. «Heaviest Heart»
  4. «Dead Happy»
  5. «The Big Black Moon»
  6. «Clean Slate» (The Bees Remix)
- «Hold On» (August 15, 2005)
  - UK double 7" set:

  1. «Hold On»
  2. «The Mute»
  3. «The Pacemaker»
  4. «Good Mourning»

  - US Tour EP CD:

  1. «Hold On» (Radio Edit)
  2. «The Mute»
  3. «Good Mourning»
  4. «Grinder»
  5. «Hold On» (Metronomy Remix)
  6. «Hold On» (Hans-Peter Lindstrøm Remix)
- «Fall at Your Feet» (December 5, 2005)
  - CD:

  1. «Fall at Your Feet» (Jack Joseph Puig Mix)
  2. «This Bird Can Never Fly»

  - 7" vinyl:

  1. «Fall at Your Feet»
  2. «Hold On» (Metronomy Remix)
- Dreamfall: The Longest Journey Soundtrack EP (April 5, 2006)
  1. «Be With You» (previously unreleased)
  2. «My Darling Curse»
  3. «The Pacemaker»
  4. «Nothing Hurts Now»
- «Lonely No More» (June 30, 2008) (только через Интернет)
  1. «Lonely No More»
  2. «Pennydrop»
  3. «1997»
  4. «Selfhelper»